# Vijandeux
ビジャンドゥ（Vijandeux）は、ジャマイカ人と日本人のハーフのWillieと日本人のNoriで2006年に結成された日本の音楽ユニット。2009年5月にソニー・ミュージックアソシエイテッドレコーズよりメジャーデビュー。そのユニット名には、ウィリーとノリが二人で紡ぐ“未来のビジョン”という意味と、ミックスとして生まれたウィリーの中にある“2つのカルチャー”という意味が込められている。
テーマは「“J-POP”（“J”はジャパンの“J”とジャマイカの“J”）を通してみんなにスマイルを届けること!」。

## メンバー
- ウィリー（ボーカル担当）
  - 千葉県柏市出身。本名平野ウィリー良和。ジャマイカ人ミュージシャンの父と日本人の母の間に生まれる。ビーニ・マンを親戚に持つ。身体的にも優れ(ライブステージで披露するバク宙は名物）、柏レイソルユースでサッカー全国優勝の経験も持つ。辛い幼少期の自分を救ってくれた音楽を通して、ハッピーなバイブスを届けたいと本気で思っている。
- ノリ（ギター・コーラス担当）
  - 千葉県柏市出身。本名山腰 憲央。琴奏者の母の影響で弦楽器に興味を持ち、エレキギターを始める。高校卒業後にはUKでの音楽留学を経験、自らの可能性を追求するもチャンスに恵まれず、一旦就職。2006年、ウィリーとの再会で音楽熱が再燃する。もともとギター&ボーカルとして活動していたが、ギターとバックトラックの制作を主に行う。ライブではギターとコーラスを担当。

## 来歴
- 2006年 Vijandeux結成。
- 2007年
  - 5月16日 CCREからインディーズアルバム「通信SOUL」でインディーズデビュー。
- 2009年
  - 5月27日 ソニー・ミュージックアソシエイテッドレコーズから1stシングル「ビューティフル・ネーム」(ゴダイゴのカバー)でメジャーデビュー。
  - 7月22日 2ndシングル「バーニン☆ダーリン～KOISEYO DANSHI～」をリリース
- 2010年
  - 3月3日 3rdシングル「KING OF 片想い」をリリース
  - 7月14日 4thシングル「WAVE」をリリース
  - 8月4日 1stアルバム「Vijandeux」をリリース
- 2011年 
  - レコード会社との契約を解消

## 作品

### インディーズ
| 枚  | 発売日        | タイトル | 規格品番  |
| --- | ------------- | -------- | --------- |
| 1st | 2007年5月16日 | 通信SOUL | CCRM-6007 |

### メジャー

#### シングル
| 枚  | 発売日        | タイトル                            | 規格品番                            |
| --- | ------------- | ----------------------------------- | ----------------------------------- |
| 1st | 2009年5月27日 | ビューティフル・ネーム              | AICL-2050                           |
| 2nd | 2009年7月22日 | バーニン☆ダーリン〜KOISEYO DANSHI〜 | AICL-2051                           |
| 3rd | 2010年3月3日  | KING OF 片想い                      | AICL-2052                           |
| 4th | 2010年7月14日 | WAVE                                | 銀魂盤：AICL-2147 通常盤：AICL-2148 |

#### アルバム
| 枚  | 発売日       | タイトル  | 規格品番  |
| --- | ------------ | --------- | --------- |
| 1st | 2010年8月4日 | Vijandeux | AICL-2156 |